# بقر ويلزي أسود

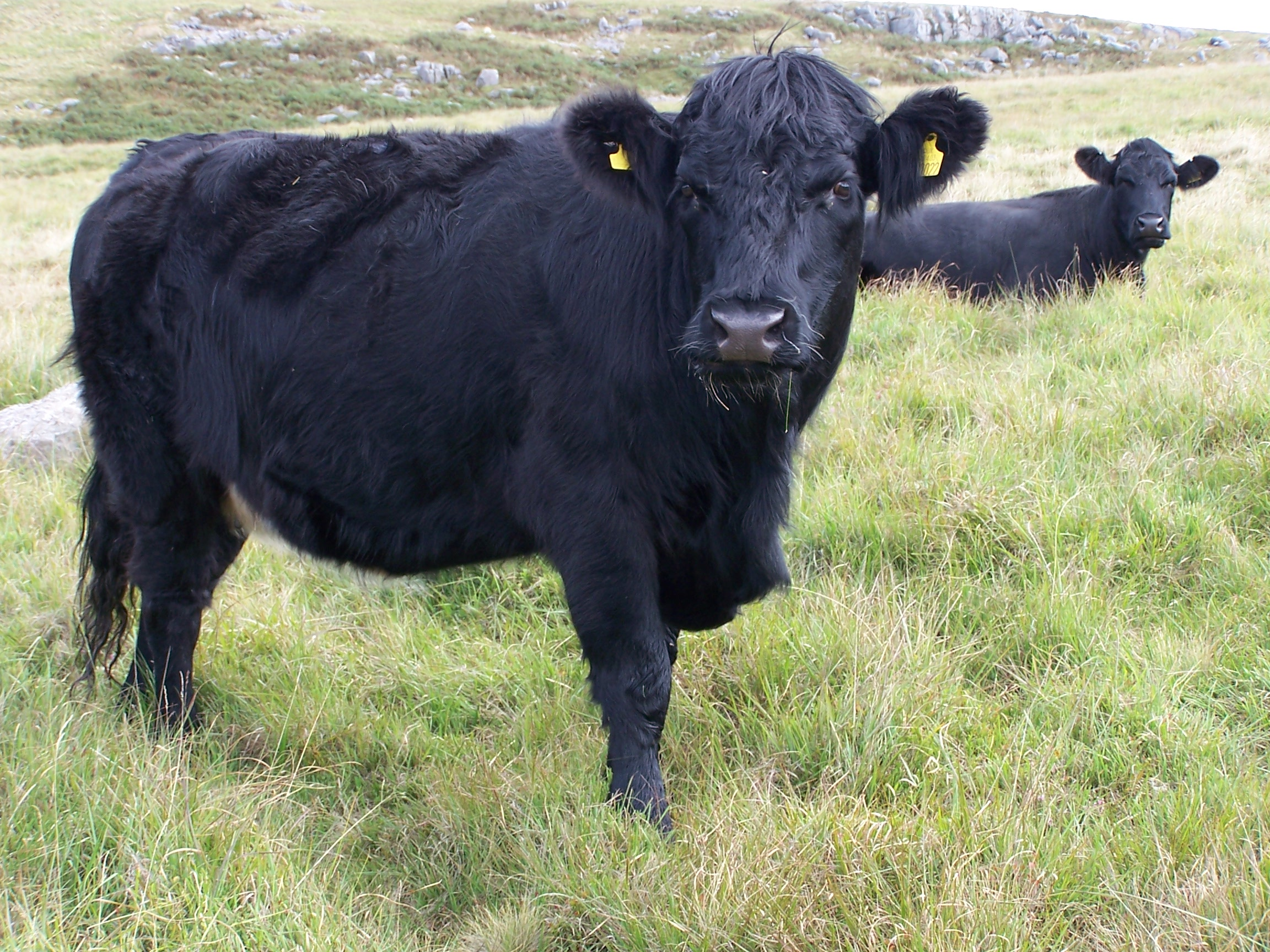
الويلزية الأسود الماشية بالقرب بيندريان

البقر الويلزي الأسود هو نوع من البقر ثنائي الاستخدام تعود أصوله إلى ويلز. هذا الصنف هو واحد من أقدم أصناف البقر في بريطانيا؛ إذ يعود إلى ما قبل العصر الروماني. البقر الويلزي الأسود كان يُعد بمثابة الجائزة الكبرى في بريطانيا لغزاتها من قبائل الساكسون.

## التاريخ
الاستغلال التجاري لهذه سلالة كان يعني دفعها إلى الأسواق الإنجليزية. وبالفعل، فإن قطعاناً من جنوب غرب ويلز نُقلت نحو هيرفورد وغلوستر حتى وادي تايوي ولاندوفري. قطعان أخرى من جنوب كارديغانشر وصلت إلى لاندوفري خلال . وهكذا يعود سائقو المواشية إلى ويلز بكميات كبيرة من المال، مما جعلهم أهدافا للصوص وقطاع الطرق. وكانت نتيجة ذلك تشكيل في عام 1799 م بنك لاندوفري في لاندوفري، والذي عُرف باسم بنك الثور الأسود، والذي ابتاعه في وقت لاحق بنك لويدز.
مع مطلع القرن التاسع عشر، كان هناك 25,000 رأس من البقر جرى تصديرها من ويلز سنويا. قبل ستينيات القرن العشرين، قليل من الماشية صُدِّرت خارج المملكة المتحدة، ولكن الآن يمكن العثور على هذه السلالة في كندا ونيوزيلندا وأستراليا وألمانيا وكذلك في المملكة العربية السعودية وجامايكا وأوغندا.
البقر الويلزي الأسود مهدد بالانقراض، فهو على قائمة الحيوانات الأصيلة المهددة بالانقراض في ويلز.
خلال عام 1970 م، هذا الصنف مكرس لغرضين كما كان هناك نوعين فرعيين من ذات النوع في البلاد. في شمال ويلز كانت الأنواع الفرعية تتميز بالجسم الممتلئ وقد كانت تستخدم لإنتاج اللحوم. في حين كان النوع الجنوبي الفرعي سلالة مدرة أكثر للألبان. بسبب الطلب الحديث على لحوم البقر فقد طُورت أكثر الأنواع الهجينة لتغطية ذلك. هذا الشيء كان مناسبا للاحتياجات التقليدية ووتزايد الطلب على لحوم البقر في آن واحد.

### بقر كورنوال الأسود
قد تردد أن بقر كورنوال الأسود كان وثيق الصلة سلاليّاً بالبقر الويلزي الأسود. ولقد وصفت خلال القرن التاسع عشر بأن كلا السلالتين لهما ذات الحجم.

## الخصائص
كما يوحي اسمها، تعد البقرة من هذا اللون بشكل طبيعي سوداء. عموما، تمتلك هذه السلاة من الأبقار قرونا بيضاء، ولكنها غالبا ما تُزال، وهناك أيضا بطبيعة الحال سلالات عديمة القرون. من الممكن ولادة بقرة بلون أحمر أحيانا، ولقد كان اللون الأحمر والألوان الأخرى أكثر شيوعا في الماضي.
وبكونه جزءاً من طبيعتها الرعوية؛ فإنها عادةً ما تتجمع من أجل استطلاع المراعي وكذلك الرعي بعد ذلك، مما يجعلها مثالية في المراعي الخام مثل الأرض البور و المستنقعات وفي مناطق المحافظة على الرعي.

## وصلات خارجية
- كيفية تحديد البقر الويلزي الأسود نسخة محفوظة 19 يناير 2016 على موقع واي باك مشين.
- جمعية البقر الويلزي الأسود
- جامعة ولاية أوكلاهوما - سلالات الثروة الحيوانية - بقر ويلز الأسود
- القديمة تولد. الويلزية الأسود الماشية المجتمع.